# Philippe de Novare
Philippe de Novare (v. 1200 – v. 1270) est un écrivain, diplomate, poète, juriste et pédagogue.

## Biographie
Né à Novare (Italie) dans une maison noble, il part en Terre sainte. Il participe au siège de Damiette sous les ordres de Jean de Brienne, roi de Jérusalem en 1218 et devient ensuite un seigneur important du royaume de Chypre.
Il est renommé pour sa dextérité politique, sa valeur militaire et sa science dans le droit et les belles lettres.

## Études
- Philippe de Novare, Mémoires, 1218-1243, édités par C. Kohler, Paris, Champion, 1913 («Les Classiques Français du Moyen Âge», 10).
- Beugnot, Arthur August, Notice sur la vie et sur les écrits de Philippe de Navarre, «Bibliothèque de l’École des chartes», II, 1840-41, 1-31.
- Bromiley, Geoffrey N., Philip of Novara’s account of the war between Frederick II of Hohenstaufen and the Ibelin, «Journal of Medieval History», III, 1977, 325-337.
- Paris, Gaston, Philippe de Novare, «Romania», 19, 1890, 99-102.
- Modena, Serena, Filippo di Novara http://www.rialfri.eu/rialfriWP/autori/filippo-di-novara, Livre de forme de plait http://www.rialfri.eu/rialfriWP/opere/livre-de-forme-de-plait dans RIALFrI (Repertorio Informatizzato dell'Antica Letteratura Franco-Italiana http://www.rialfri.eu/rialfriWP/